# Schmogrow-Fehrow
Schmogrow-Fehrow là một đô thị thuộc huyện Spree-Neiße, bang Brandenburg, Đức. Đô thị Schmogrow-Fehrow có diện tích 30,11 km², dân số thời điểm 31 tháng 12 năm 2006 là 959 người.